# 阿哈米亞山脈

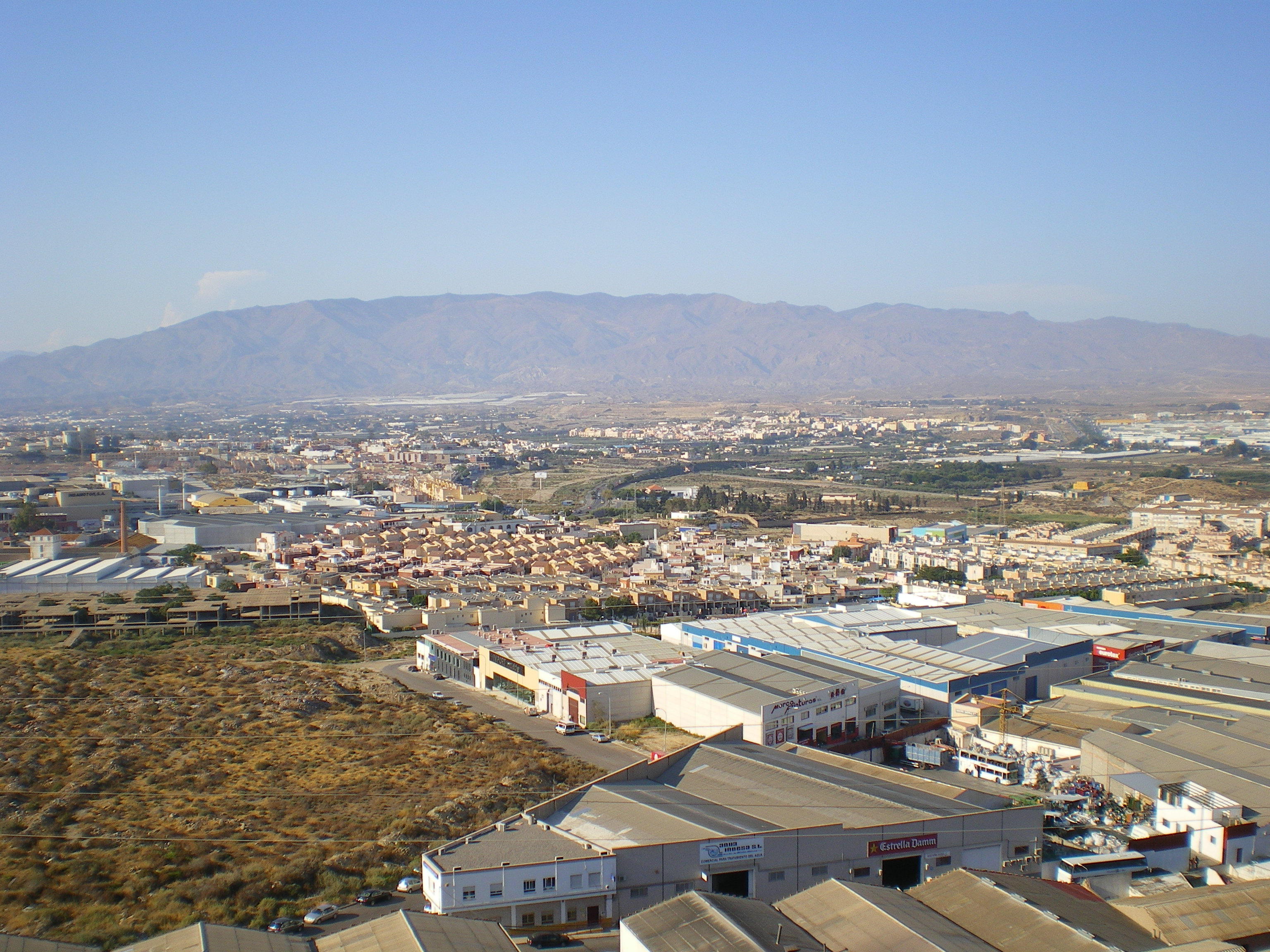

36°59′20″N 2°21′05″W / 36.98889°N 2.35139°W
阿哈米亞山脈（西班牙語：Sierra Alhamilla），是西班牙的山脈，位於安達魯西亞自治區的阿爾梅里亞省，屬於貝蒂科山脈的一部分，最高點海拔高度1,387米，面積8,500平方公里。